# Lionel Péan
Pour les articles homonymes, voir Péan.
 (septembre 2023).
Si vous disposez d'ouvrages ou d'articles de référence ou si vous connaissez des sites web de qualité traitant du thème abordé ici, merci de compléter l'article en donnant les références utiles à sa vérifiabilité et en les liant à la section « Notes et références ».
Lionel Péan, né le 17 septembre 1956 à Saint-Germain-en-Laye, est un skipper, expert maritime et chef d'entreprise français.

## Biographie
Son père, médecin s'installe à La Rochelle où Lionel Péan fait du rugby à XV et de la voile. Il quitte le foyer familial pour faire de la course à la voile à l'âge de 15 ans et s'embarque sur le yawl Striana pour les Antilles. Au cours de ses navigations il fait la connaissance de trois « maîtres » : l'expert voilier Bertrand Cheret qui lui enseigne l'art de la voilerie et de la régate et avec lequel il est membre de l'équipe de France Olympique en Soling, l'architecte naval Philippe Harlé lui enseigne les équilibres et éléments liés aux structures et vitesse des bateaux, et le navigateur canadien Mike Birch le jeu du vent et des vagues et avec lequel il fait sa première traversée de l'Atlantique en Multicoque du Cap Cod à Lorient sur l'Olympus.
Vainqueur de nombreuses courses à la voile en équipage ou en solitaire, il est nommé citoyen d'honneur de la ville de Saint-Malo à la suite de sa victoire dans la course autour du monde en équipage, la Whitbread, avec le bateau L'Esprit d'équipe.
De régates en records océaniques, il se rapproche du sud de la France où il consacre son temps à l'univers des grands yachts à voile, à la régate et à la gestion de projets. 
En 2020, il crée la société Seafloatech qui développe des solutions de mouillages écologiques.

## Palmarès

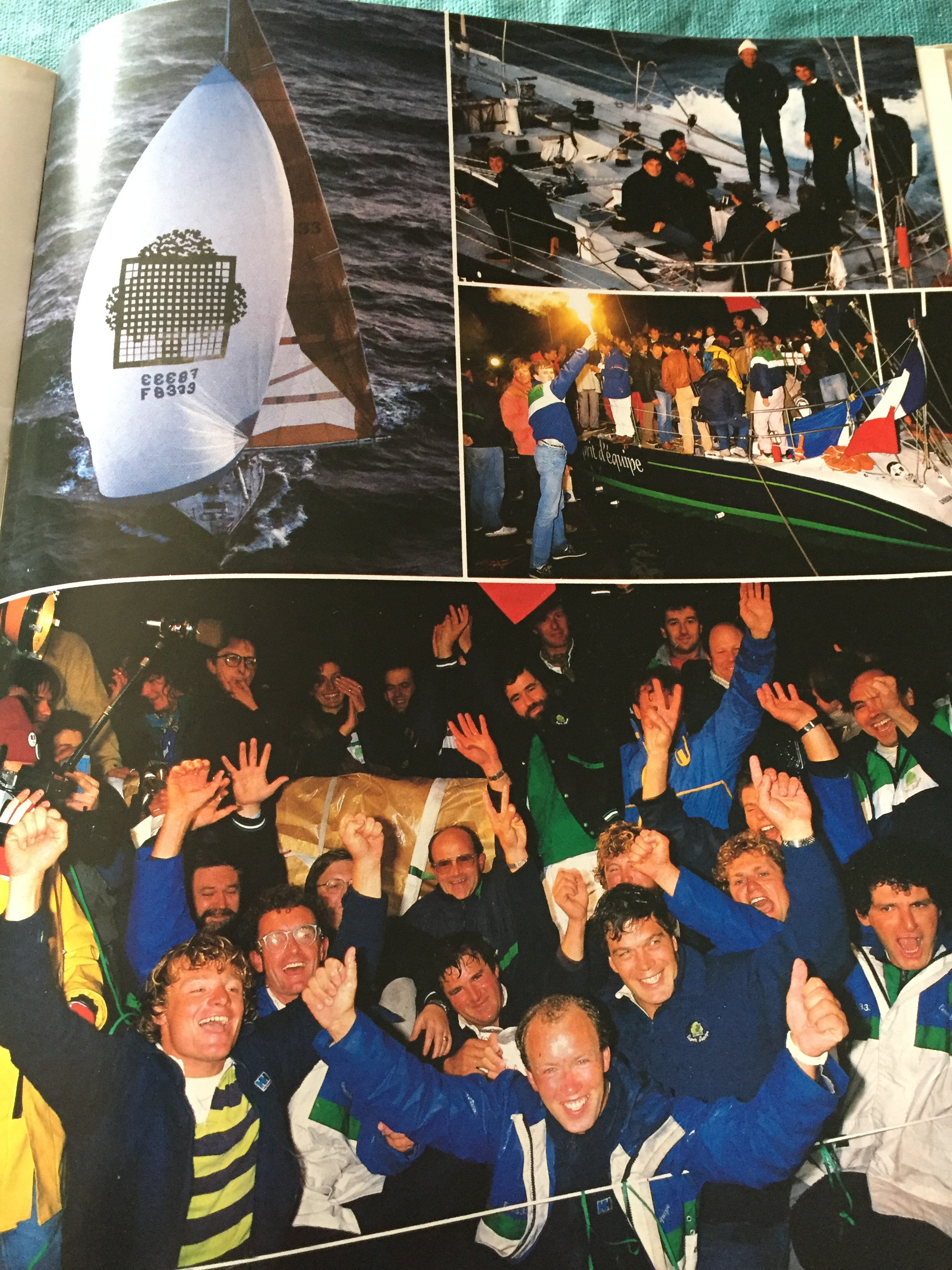
Arrivée victorieuse du Tour du monde avec toute l'équipe du voilier L'Esprit d'équipe.

- 1986 : 3e de la Route du Rhum sur le catamaran Hitachi en 17 jours, 7 heures, 4 minutes et 43 secondes[3]
- 1993 : 3e de la Sydney-Hobart sur Wild Thing[4]
- 1998 : record de la traversée de l'Atlantique Nord en équipage sur Mari Cha III de R. Miller[5]
- 2014 : Tour de Corse à la voile, nouveau record en équipage à bord de SFS[6]

## Autre
- 1988 : Participation au rallye Dakar en tant que copilote[7]

## Distinctions
Chevalier du Mérite Maritime promotion 2022
Citoyen d’Honneur de la ville de Saint-Malo
World Sailor of the year 1986